# Metcalfe
Metcalfe es un pueblo del Condado de Washington, Misisipi, Estados Unidos. Según el censo de 2000 tenía una población de 1.109 habitantes y una densidad de población de 428.2 hab/km².

## Demografía
Según el censo de 2000, había 1.109 personas, 386 hogares y 272 familias residiendo en la localidad. La densidad de población era de 428,2 hab./km². Había 417 viviendas con una densidad media de 161,0 viviendas/km². El 1,17% de los habitantes eran blancos, el 97,57% afroamericanos, el 0,27% amerindios, el 0,36% de otras razas y el 0,63% pertenecía a dos o más razas. El 0,63% de la población eran hispanos o latinos de cualquier raza.
Según el censo, de los 386 hogares en el 44,0% había menores de 18 años, el 23,3% pertenecía a parejas casadas, el 43,8% tenía a una mujer como cabeza de familia y el 29,5% no eran familias. El 27,5% de los hogares estaba compuesto por un único individuo y el 9,8% pertenecía a alguien mayor de 65 años viviendo solo. El tamaño promedio de los hogares era de 2,87 personas y el de las familias de 3,54.
La población estaba distribuida en un 40,8% de habitantes menores de 18 años, un 11,6% entre 18 y 24 años, un 24,0% de 25 a 44, un 16,3% de 45 a 64 y un 7,3% de 65 años o mayores. La media de edad era 23 años. Por cada 100 mujeres había 75,8 hombres. Por cada 100 mujeres de 18 años o más, había 56,4 hombres.
Los ingresos medios por hogar en la localidad eran de 15.000 dólares ($) y los ingresos medios por familia eran 18.295 $. Los hombres tenían unos ingresos medios de 21.307 $ frente a los 16.793 $ para las mujeres. La renta per cápita para la ciudad era de 8.050 $. El 47,4% de la población y el 43,0% de las familias estaban por debajo del umbral de pobreza. El 58,9% de los menores de 18 años y el 53,3% de los habitantes de 65 años o más vivían por debajo del umbral de pobreza.

## Geografía
Según la Oficina del Censo de los Estados Unidos, la localidad tiene un área total de 2,6 km², todos ellos correspondientes a tierra firme.